# Pseudonapomyza fabulosa
Pseudonapomyza fabulosa este o specie de muște din genul Pseudonapomyza, familia Agromyzidae, descrisă de Spencer în anul 1966. Conform Catalogue of Life specia Pseudonapomyza fabulosa nu are subspecii cunoscute.